# Евграфов, Алексей Романович
Алексей Романович Евграфов (1867—1953) — советский учёный в области ветеринарии, доктор ветеринарных наук, профессор. Герой Труда, награждён орденами Ленина, Трудового Красного Знамени, медалями.

## Биография
Родился 24 апреля 1867 года в городе Арзамасе Нижегородской губернии в семье ветеринарного врача. В 1887 году окончил гимназию и поступил в Казанский ветеринарный институт, из которого был исключён 4 декабря того же года за участие в революционных студенческих беспорядках и был выслан в город Пензу. В 1888 году поступил в Дерптский ветеринарный институт, который окончил в 1892 году. С 1892 года — земский ветеринарный врач в  Московской губернии. Участник второго Всероссийского съезда ветеринарных врачей, где читал доклады о создании ветеринарных институтов в Москве, Омске и Закавказье. Во время Первой мировой войны был в действующей армии, занимал ветеринарные должности.
В 1919 году Алексей Романович — заведующий кафедрой патологии и терапии Московского ветеринарного института, в 1920 году — профессор, в 1922 году — ректор. В 1925—1930 годах был профессором кафедры внутренних незаразных болезней и ректором Саратовского ветеринарного института. С 1930 года А. Р. Евграфов работал в Московском зооветеринарном институте заведующим, профессором кафедры внутренних незаразных болезней, затем возглавлял кафедру терапии до конца своей жизни.
Многие годы, более 30 лет, Алексей Романович Евграфов посвятил проблеме изучения болезней желудочно-кишечного тракта у лошадей с явлениями колик, их профилактике и лечению, во время Великой Отечественной войны учёный закончил научную работу «Учение о коликах». Он является автором более 100 научных работ и статей, написал монографию и два учебника. Алексей Романович подготовил высококвалифицированных ветеринарных врачей, среди которых профессора: В. М. Данилевский, А. Х. Шайхаманов, Б. З. Иткин, А. Н. Налетов и другие. 
Алексей Романович Евграфов — председатель Ветеринарной секции Методического совета Наркомзема СССР, член Учёных советов Главного ветеринарного управления и Министерства высшего образования СССР, Комиссий по организации и строительству ветеринарных вузов в Москве и Саратове, член Учёного совета Московской ветеринарной академии. Алексей Романович подготовил высококвалифицированных ветеринарных врачей, среди которых профессора: В. М. Данилевский, А. Х. Шайхаманов, Б. З. Иткин, А. Н. Налетов и другие.
Награждён орденами Ленина, Трудового Красного Знамени, медалями, в 1924 году учёному А. Р. Евграфову было присвоено звание Герой Труда.
Скончался 12 ноября 1953 года в Москве.

## Награды
- Орден Ленина;
- Орден Трудового Красного Знамени;
- Медали;
- Герой Труда.